# Rajd Karkonoski 2014
29 Rajd Karkonoski – 29. edycja Rajdu Karkonoskiego. Był to rajd samochodowy rozgrywany od 30 maja do 1 czerwca 2014 roku. Bazą rajdu była Jelenia Góra. Była to trzecia runda Rajdowych Samochodowych Mistrzostw Polski w roku 2014. Rajd był zarazem trzecią rundą Rajdowego Pucharu Polski w roku 2014. Organizatorem rajdu był Automobilklub Karkonoski.

## Zwycięzcy odcinków specjalnych[1]
| Dzień     | Numer odcinka | Nazwa odcinka | Długość  | Zwycięzca odcinka                                                     | Nr Sam. | Samochód                         | Czas    | Lider rajdu                                                           |
| --------- | ------------- | ------------- | -------- | --------------------------------------------------------------------- | ------- | -------------------------------- | ------- | --------------------------------------------------------------------- |
| Etap 1    |               |               |          |                                                                       |         |                                  |         |                                                                       |
| 30 maja   | OS1           | Zabobrze      | 2,10 km  | Wojciech Chuchała Sebastian Rozwadowski Tomasz Kuchar Daniel Dymurski | 1 3     | Ford Fiesta R5 Peugeot 207 S2000 | 1:36.4  | Wojciech Chuchała Sebastian Rozwadowski Tomasz Kuchar Daniel Dymurski |
| 31 maja   | OS2           | Karpniki 1    | 14,70 km | Wojciech Chuchała Sebastian Rozwadowski                               | 1       | Ford Fiesta R5                   | 7:50.7  | Wojciech Chuchała Sebastian Rozwadowski                               |
| 31 maja   | OS3           | Gajówka 1     | 12,95 km | Wojciech Chuchała Sebastian Rozwadowski                               | 1       | Ford Fiesta R5                   | 7:42.3  | Wojciech Chuchała Sebastian Rozwadowski                               |
| 31 maja   | OS4           | Lubomierz 1   | 12,26 km | Wojciech Chuchała Sebastian Rozwadowski                               | 1       | Ford Fiesta R5                   | 7:06.9  | Wojciech Chuchała Sebastian Rozwadowski                               |
| 31 maja   | OS5           | Karpniki 2    | 14,70 km | Wojciech Chuchała Sebastian Rozwadowski                               | 1       | Ford Fiesta R5                   | 7:43.4  | Wojciech Chuchała Sebastian Rozwadowski                               |
| 31 maja   | OS6           | Gajówka 2     | 12,95 km | Wojciech Chuchała Sebastian Rozwadowski                               | 1       | Ford Fiesta R5                   | 7:35.7  | Wojciech Chuchała Sebastian Rozwadowski                               |
| 31 maja   | OS7           | Lubomierz 1   | 12,26 km | Tomasz Kuchar Daniel Dymurski                                         | 3       | Peugeot 207 S2000                | 6:59.5  | Wojciech Chuchała Sebastian Rozwadowski                               |
| Etap 2    |               |               |          |                                                                       |         |                                  |         | Wojciech Chuchała Sebastian Rozwadowski                               |
| 1 czerwca | OS8           | Karpacz 1     | 19,84 km | Wojciech Chuchała Sebastian Rozwadowski                               | 1       | Ford Fiesta R5                   | 11:26.6 | Wojciech Chuchała Sebastian Rozwadowski                               |
| 1 czerwca | OS9           | Czernica 1    | 27,84 km | Wojciech Chuchała Sebastian Rozwadowski                               | 1       | Ford Fiesta R5                   | 13:38.1 | Wojciech Chuchała Sebastian Rozwadowski                               |
| 1 czerwca | OS10          | Karpacz 2     | 19,84 km | Grzegorz Grzyb Daniel Siatkowski                                      | 2       | Škoda Fabia S2000                | 11:21.0 | Wojciech Chuchała Sebastian Rozwadowski                               |
| 1 czerwca | OS11          | Czernica 2    | 27,84 km | Tomasz Kuchar Daniel Dymurski                                         | 3       | Peugeot 207 S2000                | 13:26.7 | Wojciech Chuchała Sebastian Rozwadowski                               |

## Wyniki etapu 1 (dzień 1,2 OS1-OS7)[4]
| Miejsce                | Kierowca           | Pilot                 | Samochód                    | Czas    | Strata  | Grupa Klasa | Punkty |
| ---------------------- | ------------------ | --------------------- | --------------------------- | ------- | ------- | ----------- | ------ |
| Klasyfikacja generalna |                    |                       |                             |         |         |             |        |
| 1                      | Wojciech Chuchała  | Sebastian Rozwadowski | Ford Fiesta R5              | 46:39,7 | -       | 2           | 15     |
| 2                      | Tomasz Kuchar      | Daniel Dymurski       | Peugeot 207 S2000           | 47:03,2 | +0:23,5 | 2           | 12     |
| 3                      | Grzegorz Grzyb     | Daniel Siatkowski     | Škoda Fabia S2000           | 47:07,9 | +0:28,2 | 2           | 10     |
| 4                      | Maciej Oleksowicz  | Michał Kuśnierz       | Ford Fiesta R5              | 47:26,5 | +0:46,8 | 2           | 8      |
| 5                      | Łukasz Habaj       | Piotr Woś             | Mitsubishi Lancer EVO IX R4 | 47:44,1 | +1:04,4 | 2           | 6      |
| 6                      | Tomasz Czopik      | Jacek Rathe           | Škoda Fabia S2000           | 48:32,1 | +1:52,4 | 2           | 5      |
| 7                      | Tomasz Kasperczyk  | Damian Syty           | Ford Fiesta R5              | 48:43,1 | +2:03,4 | 2           | 4      |
| 8                      | Tomasz Gryc        | Przemysław Zawada     | Mitsubishi Lancer EVO IX    | 48:58,4 | +2:18,7 | 3           | 3      |
| 9                      | Dominykas Butvilas | Kamil Heller          | Subaru Impreza STI          | 49:08,3 | +2:28,6 | 3           | 2      |
| 10                     | Grzegorz Dul       | Łukasz Gwiazda        | Mitsubishi Lancer EVO IX    | 50:34,4 | +3:54,7 | 3           | 1      |

## Wyniki etapu 2 (dzień 2, OS8-OS11)[5]
| Miejsce                | Kierowca            | Pilot                 | Samochód                    | Czas    | Strata  | Grupa Klasa | Punkty |
| ---------------------- | ------------------- | --------------------- | --------------------------- | ------- | ------- | ----------- | ------ |
| Klasyfikacja generalna |                     |                       |                             |         |         |             |        |
| 1                      | Wojciech Chuchała   | Sebastian Rozwadowski | Ford Fiesta R5              | 50:07,3 | -       | 2           | 15     |
| 2                      | Grzegorz Grzyb      | Daniel Siatkowski     | Škoda Fabia S2000           | 50:15,0 | +0:07,7 | 2           | 12     |
| 3                      | Tomasz Kuchar       | Daniel Dymurski       | Peugeot 207 S2000           | 50:18,1 | +0:10,8 | 2           | 10     |
| 4                      | Maciej Oleksowicz   | Michał Kuśnierz       | Ford Fiesta R5              | 50:43,6 | +0:36,3 | 2           | 8      |
| 5                      | Łukasz Habaj        | Piotr Woś             | Mitsubishi Lancer EVO IX R4 | 51:21,5 | +1:14,2 | 2           | 6      |
| 6                      | Tomasz Kasperczyk   | Damian Syty           | Ford Fiesta R5              | 51:31,8 | +1:24,5 | 2           | 5      |
| 7                      | Łukasz Byśkiniewicz | Maciej Wisławski      | Peugeot 208 VTi R2          | 54:14,6 | +4:07,3 | 6           | 4      |
| 8                      | Jan Chmielewski     | Jakub Gerber          | Citroën DS3 R3T             | 54:21,5 | +4:14,2 | 5           | 3      |
| 9                      | Tomasz Czopik       | Jacek Rathe           | Škoda Fabia S2000           | 54:21,8 | +4:14,5 | 2           | 2      |
| 10                     | Sylwester Płachytka | Jacek Nowaczewski     | Škoda Fabia S2000           | 54:22,2 | +4:14,9 | 6           | 1      |

## Wyniki końcowe rajdu[6]
| Miejsce                | Kierowca            | Pilot                 | Samochód                    | Czas      | Strata  | Grupa Klasa | Punkty |
| ---------------------- | ------------------- | --------------------- | --------------------------- | --------- | ------- | ----------- | ------ |
| Klasyfikacja generalna |                     |                       |                             |           |         |             |        |
| 1                      | Wojciech Chuchała   | Sebastian Rozwadowski | Ford Fiesta R5              | 1:36:47,0 | -       | 2           | 15     |
| 2                      | Tomasz Kuchar       | Daniel Dymurski       | Peugeot 207 S2000           | 1:37:21,3 | +0:34,3 | 2           | 12     |
| 3                      | Grzegorz Grzyb      | Daniel Siatkowski     | Škoda Fabia S2000           | 1:37:22,9 | +0:35,9 | 2           | 10     |
| 4                      | Maciej Oleksowicz   | Michał Kuśnierz       | Ford Fiesta R5              | 1:38:10,1 | +1:23,1 | 2           | 8      |
| 5                      | Łukasz Habaj        | Piotr Woś             | Mitsubishi Lancer EVO IX R4 | 1:39:05,6 | +2:18,6 | 2           | 6      |
| 6                      | Tomasz Kasperczyk   | Damian Syty           | Ford Fiesta R5              | 1:40:14,9 | +3:27,9 | 2           | 5      |
| 7                      | Tomasz Czopik       | Jacek Rathe           | Škoda Fabia S2000           | 1:42:53,9 | +6:06,9 | 2           | 4      |
| 8                      | Sylwester Płachytka | Jacek Nowaczewski     | Škoda Fabia S2000           | 1:45:05,7 | +8:18,7 | 6           | 3      |
| 9                      | Dominykas Butvilas  | Kamil Heller          | Subaru Impreza STI          | 1:45:16,2 | +8:29,2 | 3           | 2      |
| 10                     | Jarosław Szeja      | Marcin Szeja          | Ford Fiesta R2              | 1:45:21,8 | +8:34,8 | 6F          | 1      |

## Klasyfikacja generalna kierowców RSMP po 3 rundach
We wszystkich rundach prowadzona jest osobna klasyfikacja dla obu dni rajdu (etapów), w której punkty przyznawano według klucza:
| Miejsce | 1  | 2  | 3  | 4 | 5 | 6 | 7 | 8 | 9 | 10 |
| Punkty  | 15 | 12 | 10 | 8 | 6 | 5 | 4 | 3 | 2 | 1  |

Ponadto zawodnikom, którzy ukończyli rajd bez korzystania z systemu Rally 2, przyznawano dodatkowe punkty ze względu na klasyfikację generalną całego rajdu według takiego samego klucza 15-12-10-8-6-5-4-3-2-1. W przypadku gdyby do danego rajdu zgłosiło się mniej niż 10 załóg, klucz punktacji w takim rajdzie zostałby zmieniony. Zawodnicy którzy wycofali się w drugim dniu rajdu nie otrzymywali punktów za dzień pierwszy (nie byli klasyfikowani w rajdzie). Do klasyfikacji wliczanych będzie 6 z 7 najlepszych wyników (licząc według zdobyczy punktowych w każdym rajdzie).
| Poz. | Kierowca                                | Arłamów                                 | Arłamów                                 | Arłamów                                 | Rajd Świdnicki                          | Rajd Świdnicki                                                              | Rajd Świdnicki                                                              | Karkonoski                                                                  | Karkonoski                                                                  | Karkonoski                                                                  | Rzeszowski                                                                  | Rzeszowski                                                                  | Rzeszowski                                                                  | Wisły                                                                       | Wisły                                                                       | Wisły                                                                       | Nadwiślański                                                                | Nadwiślański                                                                | Nadwiślański                                                                | Dolnośląski                                                                 | Dolnośląski                                                                 | Dolnośląski                                                                 | Suma punktów                                                                |
| Poz. | Kierowca                                | D1                                      | D2                                      | G                                       | D1                                      | D2                                                                          | G                                                                           | D1                                                                          | D2                                                                          | G                                                                           | D1                                                                          | D2                                                                          | G                                                                           | D1                                                                          | D2                                                                          | G                                                                           | D1                                                                          | D2                                                                          | G                                                                           | D1                                                                          | D2                                                                          | G                                                                           | Suma punktów                                                                |
| ---- | --------------------------------------- | --------------------------------------- | --------------------------------------- | --------------------------------------- | --------------------------------------- | --------------------------------------------------------------------------- | --------------------------------------------------------------------------- | --------------------------------------------------------------------------- | --------------------------------------------------------------------------- | --------------------------------------------------------------------------- | --------------------------------------------------------------------------- | --------------------------------------------------------------------------- | --------------------------------------------------------------------------- | --------------------------------------------------------------------------- | --------------------------------------------------------------------------- | --------------------------------------------------------------------------- | --------------------------------------------------------------------------- | --------------------------------------------------------------------------- | --------------------------------------------------------------------------- | --------------------------------------------------------------------------- | --------------------------------------------------------------------------- | --------------------------------------------------------------------------- | --------------------------------------------------------------------------- |
| 1    | Wojciech Chuchała                       | 3                                       | 2                                       | 3                                       | 1                                       | 1                                                                           | 1                                                                           | 1                                                                           | 1                                                                           | 1                                                                           |                                                                             |                                                                             |                                                                             |                                                                             |                                                                             |                                                                             |                                                                             |                                                                             |                                                                             |                                                                             |                                                                             |                                                                             | 122                                                                         |
| 2    | Grzegorz Grzyb                          | 1                                       | 4                                       | 1                                       | 2                                       | 2                                                                           | 2                                                                           | 3                                                                           | 2                                                                           | 3                                                                           |                                                                             |                                                                             |                                                                             |                                                                             |                                                                             |                                                                             |                                                                             |                                                                             |                                                                             |                                                                             |                                                                             |                                                                             | 106                                                                         |
| 3    | Tomasz Kuchar                           | 4                                       | 3                                       | 5                                       | 3                                       | 4                                                                           | 3                                                                           | 2                                                                           | 3                                                                           | 2                                                                           |                                                                             |                                                                             |                                                                             |                                                                             |                                                                             |                                                                             |                                                                             |                                                                             |                                                                             |                                                                             |                                                                             |                                                                             | 86                                                                          |
| 4    | Maciej Oleksowicz                       | 5                                       | 1                                       | 4                                       | 4                                       | 6                                                                           | 5                                                                           | 4                                                                           | 4                                                                           | 4                                                                           |                                                                             |                                                                             |                                                                             |                                                                             |                                                                             |                                                                             |                                                                             |                                                                             |                                                                             |                                                                             |                                                                             |                                                                             | 72                                                                          |
| 5    | Łukasz Habaj                            | 2                                       | 5                                       | 2                                       | 10                                      | 3                                                                           | 7                                                                           | 5                                                                           | 5                                                                           | 5                                                                           |                                                                             |                                                                             |                                                                             |                                                                             |                                                                             |                                                                             |                                                                             |                                                                             |                                                                             |                                                                             |                                                                             |                                                                             | 63                                                                          |
| 6    | Tomasz Kasperczyk                       | 7                                       | 7                                       | 6                                       | 6                                       | 8                                                                           | 6                                                                           | 7                                                                           | 6                                                                           | 6                                                                           |                                                                             |                                                                             |                                                                             |                                                                             |                                                                             |                                                                             |                                                                             |                                                                             |                                                                             |                                                                             |                                                                             |                                                                             | 40                                                                          |
| 7    | Maciej Rzeźnik                          | NU                                      | 6                                       | NK                                      | 5                                       | 5                                                                           | 4                                                                           | NU                                                                          | NU                                                                          | NU                                                                          |                                                                             |                                                                             |                                                                             |                                                                             |                                                                             |                                                                             |                                                                             |                                                                             |                                                                             |                                                                             |                                                                             |                                                                             | 25                                                                          |
| 8    | Tomasz Czopik                           | 10                                      | 8                                       | 10                                      | 9                                       | 7                                                                           | 9                                                                           | 6                                                                           | 9                                                                           | 7                                                                           |                                                                             |                                                                             |                                                                             |                                                                             |                                                                             |                                                                             |                                                                             |                                                                             |                                                                             |                                                                             |                                                                             |                                                                             | 24                                                                          |
| 9    | Dominykas Butvilas                      | 6                                       | 13                                      | 7                                       | 29                                      | 11                                                                          | 22                                                                          | 9                                                                           | 15                                                                          | 9                                                                           |                                                                             |                                                                             |                                                                             |                                                                             |                                                                             |                                                                             |                                                                             |                                                                             |                                                                             |                                                                             |                                                                             |                                                                             | 13                                                                          |
| 10   | Tomasz Gryc                             | 12                                      | 9                                       | 12                                      | 8                                       | 9                                                                           | 10                                                                          | 8                                                                           | NU                                                                          | NK                                                                          |                                                                             |                                                                             |                                                                             |                                                                             |                                                                             |                                                                             |                                                                             |                                                                             |                                                                             |                                                                             |                                                                             |                                                                             | 11                                                                          |
| 11   | Grzegorz Dul                            | 8                                       | 10                                      | 8                                       |                                         |                                                                             |                                                                             | 10                                                                          | NU                                                                          | NK                                                                          |                                                                             |                                                                             |                                                                             |                                                                             |                                                                             |                                                                             |                                                                             |                                                                             |                                                                             |                                                                             |                                                                             |                                                                             | 8                                                                           |
| 12   | Sebastian Frycz                         |                                         |                                         |                                         | 7                                       | 10                                                                          | 8                                                                           |                                                                             |                                                                             |                                                                             |                                                                             |                                                                             |                                                                             |                                                                             |                                                                             |                                                                             |                                                                             |                                                                             |                                                                             |                                                                             |                                                                             |                                                                             | 8                                                                           |
| 13   | Łukasz Byśkiniewicz                     |                                         |                                         |                                         | 13                                      | 14                                                                          | 13                                                                          | 14                                                                          | 7                                                                           | 11                                                                          |                                                                             |                                                                             |                                                                             |                                                                             |                                                                             |                                                                             |                                                                             |                                                                             |                                                                             |                                                                             |                                                                             |                                                                             | 4                                                                           |
| 14   | Marcin Gagacki                          | 9                                       | 11                                      | 9                                       | NU                                      |                                                                             | NK                                                                          |                                                                             |                                                                             |                                                                             |                                                                             |                                                                             |                                                                             |                                                                             |                                                                             |                                                                             |                                                                             |                                                                             |                                                                             |                                                                             |                                                                             |                                                                             | 4                                                                           |
| 15   | Sylwester Płachytka                     |                                         |                                         |                                         |                                         |                                                                             |                                                                             | 12                                                                          | 10                                                                          | 8                                                                           |                                                                             |                                                                             |                                                                             |                                                                             |                                                                             |                                                                             |                                                                             |                                                                             |                                                                             |                                                                             |                                                                             |                                                                             | 4                                                                           |
| 16   | Jan Chmielewski                         |                                         |                                         |                                         | 11                                      | 12                                                                          | 11                                                                          | 15                                                                          | 8                                                                           | 11                                                                          |                                                                             |                                                                             |                                                                             |                                                                             |                                                                             |                                                                             |                                                                             |                                                                             |                                                                             |                                                                             |                                                                             |                                                                             | 3                                                                           |
| 17   | Jarosław Szeja                          |                                         |                                         |                                         | 14                                      | 15                                                                          | 14                                                                          | 11                                                                          | 12                                                                          | 10                                                                          |                                                                             |                                                                             |                                                                             |                                                                             |                                                                             |                                                                             |                                                                             |                                                                             |                                                                             |                                                                             |                                                                             |                                                                             | 1                                                                           |
|      | Klucz punktacji: 15-12-10-8-6-5-4-3-2-1 | Klucz punktacji: 15-12-10-8-6-5-4-3-2-1 | Klucz punktacji: 15-12-10-8-6-5-4-3-2-1 | Klucz punktacji: 15-12-10-8-6-5-4-3-2-1 | Klucz punktacji: 15-12-10-8-6-5-4-3-2-1 | Oznaczenia: NU - nie ukończył, DK - dyskwalifikacja, NK - niesklasyfikowany | Oznaczenia: NU - nie ukończył, DK - dyskwalifikacja, NK - niesklasyfikowany | Oznaczenia: NU - nie ukończył, DK - dyskwalifikacja, NK - niesklasyfikowany | Oznaczenia: NU - nie ukończył, DK - dyskwalifikacja, NK - niesklasyfikowany | Oznaczenia: NU - nie ukończył, DK - dyskwalifikacja, NK - niesklasyfikowany | Oznaczenia: NU - nie ukończył, DK - dyskwalifikacja, NK - niesklasyfikowany | Oznaczenia: NU - nie ukończył, DK - dyskwalifikacja, NK - niesklasyfikowany | Oznaczenia: NU - nie ukończył, DK - dyskwalifikacja, NK - niesklasyfikowany | Oznaczenia: NU - nie ukończył, DK - dyskwalifikacja, NK - niesklasyfikowany | Oznaczenia: NU - nie ukończył, DK - dyskwalifikacja, NK - niesklasyfikowany | Oznaczenia: NU - nie ukończył, DK - dyskwalifikacja, NK - niesklasyfikowany | Oznaczenia: NU - nie ukończył, DK - dyskwalifikacja, NK - niesklasyfikowany | Oznaczenia: NU - nie ukończył, DK - dyskwalifikacja, NK - niesklasyfikowany | Oznaczenia: NU - nie ukończył, DK - dyskwalifikacja, NK - niesklasyfikowany | Oznaczenia: NU - nie ukończył, DK - dyskwalifikacja, NK - niesklasyfikowany | Oznaczenia: NU - nie ukończył, DK - dyskwalifikacja, NK - niesklasyfikowany | Oznaczenia: NU - nie ukończył, DK - dyskwalifikacja, NK - niesklasyfikowany | Oznaczenia: NU - nie ukończył, DK - dyskwalifikacja, NK - niesklasyfikowany |

## Wyniki RPP
Do trzeciej rundy Rajdowego Pucharu Polski zgłosiło się 48 zawodników, którzy rywalizowali na siedmiu OS-ach, do mety dojechało 27 zawodników.

### Klasyfikacja generalna 3 rundy RPP[8][9]
| Miejsce                | Kierowca                  | Pilot              | Samochód                 | Czas    | Strata  | Grupa Klasa | Punkty |
| ---------------------- | ------------------------- | ------------------ | ------------------------ | ------- | ------- | ----------- | ------ |
| Klasyfikacja generalna |                           |                    |                          |         |         |             |        |
| 1                      | Jakub Brzeziński          | Grzegorz Czarnecki | Citroën C2 R2            | 52:01.7 | -       | 6RPP        | 15     |
| 2                      | Grzegorz Musz             | Bogusław Browiński | Honda Civic Type R       | 52:31.1 | +0:29.4 | 5RPP        | 12     |
| 3                      | Robert Halicki            | Tomasz Tkacz       | Fiat 500 Abarth          | 52:33.7 | +0:32.0 | 5RPP        | 10     |
| 4                      | Janusz Knopt              | Bartosz Rozkrut    | Honda Civic Type R       | 53:03.2 | +1:01.5 | 5RPP        | 8      |
| 5                      | Adam Kamisiński           | Łukasz Jastrzębski | Citroën C2               | 53:20.1 | +1:18.4 | 6RPP        | 6      |
| 6                      | Damian Wawrzyczek         | Marcin Gaś         | Honda Civic VTI          | 53:23.5 | +1:21.8 | 6RPP        | 5      |
| 7                      | Robert Kraus              | Michał Majewski    | Peugeot 208 Vti R2       | 53:59.3 | +1:57.6 | 6RPP        | 4      |
| 8                      | Damian Łata               | Michał Trela       | Mitsubishi Lancer EVO IX | 54:20.2 | +2:18.5 | N4/31       | *      |
| 9                      | Zbigniew Skucha-Cienciała | Adam Ogierman      | Honda Civic Type R       | 54:36.8 | +2:35.1 | 5RPP        | 3      |
| 10                     | Jarosław Klonowski        | Bartosz Czwartosz  | Mitsubishi Lancer EVO IX | 54:54.7 | +2:53.0 | N4/31       | *      |
| 11                     | Paweł Biegun              | Patryk Olejniczak  | Ford Fiesta              | 55:03.2 | +3:01.5 | 6RPP        | 2      |
| 12                     | Piotr Kalinowski          | Piotr Białowąs     | Renault Clio Sport       | 55:08.5 | +3:06.8 | 8RPP        | 1      |

### Klasyfikacja generalna kierowców RPP po 3 rundach
Punkty przyznawano według klucza:
| Miejsce | 1  | 2  | 3  | 4 | 5 | 6 | 7 | 8 | 9 | 10 |
| Punkty  | 15 | 12 | 10 | 8 | 6 | 5 | 4 | 3 | 2 | 1  |

W przypadku gdyby do danego rajdu zgłosiło się mniej niż 10 załóg, klucz punktacji w takim rajdzie zostałby zmieniony. Do klasyfikacji wliczanych będzie 7 z 9 najlepszych wyników (licząc według zdobyczy punktowych w każdym rajdzie). W klasyfikacji rocznej uwzględnieni będą tylko zawodnicy, którzy zostaną sklasyfikowani w minimum dwóch rundach.
| Poz. | Kierowca                                | Arłamów                                 | Świdnicki                               | Karkonoski                              | Baltic Cup                                                                  | Rzeszowski                                                                  | Wisły                                                                       | Nadwiślański                                                                | Dolnośląski                                                                 | Barbórka                                                                    | Suma punktów                                                                |
| ---- | --------------------------------------- | --------------------------------------- | --------------------------------------- | --------------------------------------- | --------------------------------------------------------------------------- | --------------------------------------------------------------------------- | --------------------------------------------------------------------------- | --------------------------------------------------------------------------- | --------------------------------------------------------------------------- | --------------------------------------------------------------------------- | --------------------------------------------------------------------------- |
| 1    | Jakub Brzeziński                        |                                         | 1                                       | 1                                       |                                                                             |                                                                             |                                                                             |                                                                             |                                                                             |                                                                             | 30                                                                          |
| 2    | Hubert Palider                          | 1                                       | 2                                       | NU                                      |                                                                             |                                                                             |                                                                             |                                                                             |                                                                             |                                                                             | 27                                                                          |
| 3    | Tomasz Hupało                           | 2                                       | 3                                       | NU                                      |                                                                             |                                                                             |                                                                             |                                                                             |                                                                             |                                                                             | 22                                                                          |
| 4    | Damian Wawrzyczek                       | 5                                       | 4                                       | 6                                       |                                                                             |                                                                             |                                                                             |                                                                             |                                                                             |                                                                             | 19                                                                          |
| 5    | Grzegorz Musz                           | NU                                      | 5                                       | 2                                       |                                                                             |                                                                             |                                                                             |                                                                             |                                                                             |                                                                             | 18                                                                          |
| 6    | Radosław Pogan                          | 3                                       |                                         | NU                                      |                                                                             |                                                                             |                                                                             |                                                                             |                                                                             |                                                                             | 10                                                                          |
| 7    | Robert Halicki                          |                                         |                                         | 3                                       |                                                                             |                                                                             |                                                                             |                                                                             |                                                                             |                                                                             | 10                                                                          |
| 8    | Janusz Knopt                            |                                         |                                         | 4                                       |                                                                             |                                                                             |                                                                             |                                                                             |                                                                             |                                                                             | 8                                                                           |
| 9    | Rafał Kręcioch                          | 4                                       |                                         |                                         |                                                                             |                                                                             |                                                                             |                                                                             |                                                                             |                                                                             | 8                                                                           |
| 10   | Dawid Sawko                             | 7                                       | 7                                       | NU                                      |                                                                             |                                                                             |                                                                             |                                                                             |                                                                             |                                                                             | 8                                                                           |
| 11   | Piotr Kalinowski                        | 6                                       | 10                                      | 10                                      |                                                                             |                                                                             |                                                                             |                                                                             |                                                                             |                                                                             | 7                                                                           |
| 12   | Robert Kraus                            | 13                                      | 8                                       | 7                                       |                                                                             |                                                                             |                                                                             |                                                                             |                                                                             |                                                                             | 7                                                                           |
| 13   | Adam Kamisiński                         |                                         |                                         | 5                                       |                                                                             |                                                                             |                                                                             |                                                                             |                                                                             |                                                                             | 6                                                                           |
| 14   | Oskar Lubieński                         |                                         | 6                                       | NU                                      |                                                                             |                                                                             |                                                                             |                                                                             |                                                                             |                                                                             | 5                                                                           |
| 15   | Paweł Biegun                            | 9                                       | 11                                      | 9                                       |                                                                             |                                                                             |                                                                             |                                                                             |                                                                             |                                                                             | 4                                                                           |
| 16   | Zbigniew Skucha-Cienciała               |                                         | 11                                      | 8                                       |                                                                             |                                                                             |                                                                             |                                                                             |                                                                             |                                                                             | 3                                                                           |
| 17   | Marcin Kurp                             | 8                                       | 32                                      | NU                                      |                                                                             |                                                                             |                                                                             |                                                                             |                                                                             |                                                                             | 3                                                                           |
| 18   | Grzegorz Świątecki                      |                                         | 9                                       | 32                                      |                                                                             |                                                                             |                                                                             |                                                                             |                                                                             |                                                                             | 2                                                                           |
| 19   | Sławomir Strychalski                    | 10                                      | 31                                      | 23                                      |                                                                             |                                                                             |                                                                             |                                                                             |                                                                             |                                                                             | 1                                                                           |
| Poz. | Kierowca                                | Arłamów                                 | Świdnicki                               | Karkonoski                              | Baltic Cup                                                                  | Rzeszowski                                                                  | Wisły                                                                       | Nadwiślański                                                                | Dolnośląski                                                                 | Barbórka                                                                    | Suma punktów                                                                |
|      | Klucz punktacji: 15-12-10-8-6-5-4-3-2-1 | Klucz punktacji: 15-12-10-8-6-5-4-3-2-1 | Klucz punktacji: 15-12-10-8-6-5-4-3-2-1 | Klucz punktacji: 15-12-10-8-6-5-4-3-2-1 | Oznaczenia: NU - nie ukończył, DK - dyskwalifikacja, NK - niesklasyfikowany | Oznaczenia: NU - nie ukończył, DK - dyskwalifikacja, NK - niesklasyfikowany | Oznaczenia: NU - nie ukończył, DK - dyskwalifikacja, NK - niesklasyfikowany | Oznaczenia: NU - nie ukończył, DK - dyskwalifikacja, NK - niesklasyfikowany | Oznaczenia: NU - nie ukończył, DK - dyskwalifikacja, NK - niesklasyfikowany | Oznaczenia: NU - nie ukończył, DK - dyskwalifikacja, NK - niesklasyfikowany | Oznaczenia: NU - nie ukończył, DK - dyskwalifikacja, NK - niesklasyfikowany |